# セイロンニッケイ
セイロンニッケイ（錫蘭肉桂、学名: Cinnamomum verum）は、クスノキ科ニッケイ属に分類される常緑樹の1種である。その内樹皮は香辛料のシナモンの原料となり、この植物種自身もシナモンとよばれることがある。ニッケイ属の他のいくつかの種の樹皮由来の香辛料もシナモンとよばれるが、狭義のシナモンはセイロンニッケイを原料にするものを指し、英名では true cinnamon（真のシナモン）ともよばれる。学名の種小名である verum も、ラテン語で「真の」を意味する。Cinnamomum zeylanicum の学名が使われることも多い。
葉は対生し、若葉は赤いがやがて緑色になり、3（または5）本の葉脈が目立つ（図1）。原産地では花期は1月、花は小さく黄色から緑白色（図1）、果実は液果で黒く熟する。スリランカが原産で最大の生産国であるが、世界各地の熱帯域でも栽培されている。セイロンニッケイに由来するシナモンは菓子や料理、飲料などに広く用いられ、シナニッケイなどに由来するシナモンに比べて香りが上品で辛味が少なく、甘味があるとされる。また、医薬用にも使われる。

## 特徴
常緑高木であり、大きなものは高さ18メートル (m) 、幹の胸高直径60センチメートル (cm) になる（図2a）。ただし、栽培されているものは、ふつう剪定されて高さ 2–3 m の幹が叢生した形に仕立てられている（図6a）。若い樹皮は平滑で淡褐色であるが、成熟すると裂け目ができ暗褐色から黒褐色、厚さ約10ミリメートルに達し、強い芳香がある（図2b）。小枝は灰色、やや4稜形、白い皮目がある。芽の芽鱗には軟毛がある。
葉はふつう対生する。葉柄は長さ 1–2 cm、無毛、上面（向軸面）に溝がある。葉身は卵形から卵状披針形、5-25 × (2–)5-10 cm、基部は鋭形、先端は尖鋭形、革質から半革質、両面とも無毛、若い葉は赤色であるが、成熟すると表面は光沢がある濃緑色、裏面は灰白色、葉脈は3または5本の主脈が目立ち、両面で突出し、細脈は網状（図1, 3）。
スリランカ（原産地）での花期は1月。花序は腋生または頂生、長さ10-12 cm、花序柄と花柄には軟毛がある（図1, 4a）。花は黄色から緑白色、直径約 6 mm、花托は倒円錐形（図1）。花被片は6枚、長楕円形でほぼ等長、外面に灰色の軟毛がある（図1）。雄しべは9個、3個ずつ3輪、花糸の基部には毛があり、第3輪の花糸には1対の腺体が付随、葯はふつう4室、第1, 2輪では内向、第3輪は外向（図1）。雄しべの内側には、3個1輪の仮雄しべがある。雌しべは1個、子房は卵形、長さ 10–15 mm、無毛、花柱は短く、柱頭は円盤状（図1）。
果実は液果、卵形で長さ 10–15 mm、スリランカ（原産地）では7月ごろに熟し、黒色、1個の種子を含む（図4b）。果托は杯状、縁は鋸歯状で各先端は切形または鋭形（図1, 4b）。種子は短命であり、急速に発芽能が低下する。

## 分布・生態
自生地はスリランカ（セイロン島）であり、低地から標高 700 m までの熱帯雨林に生育している。極端な寒暑がない湿潤で温暖な気候（平均気温27°C、年間降水量2,000–2,500 mm）を好む。有機質が含まれる砂質やローム質の土壌を好み、岩や石の多い基質や湿地は適していない。塩分耐性はないとされる。
1700年代には、すでに世界各地の熱帯域に導入されていた。現在ではアフリカ、マダガスカル島、インド、中国南部、東南アジアなど世界各地の熱帯域で栽培されている。セーシェル諸島やサモア諸島では、侵略的外来種となっている。
花は双翅類などの昆虫によって送紛される。果実は脂質に富み、鳥によって被食散布される。

## 人間との関わり

### 利用
セイロンニッケイの幹の樹皮やそこから抽出された精油は、香辛料、菓子、医薬品、香水、歯磨き、石鹸、洗剤、殺虫剤などに利用されている。また、根の樹皮、葉、種子が利用されることもある。
ニッケイ属の幹の樹皮に由来する香辛料はシナモンとよばれるが、狭義にはセイロンニッケイに由来するものを指す。シナニッケイなどに由来するものに比べて、セイロンニッケイに由来するシナモンの方が香りが上品で繊細であり、辛味がほとんどなく、爽快な甘みがあるとされる。セイロンニッケイでは樹皮のうち外樹皮を除いて内樹皮を利用し、これを細長く巻いて乾燥したものはクイル（quill）やスティックとよばれる（図5a, d）。樹皮片（チップ）や粉末（パウダー）、抽出した精油（オイル）を利用することもある。シナニッケイなどでは外樹皮を除かずに利用することもあり、またセイロンニッケイにくらべて厚く粗剛である。
シナモンの粉末は、ケーキ、ドーナツ、アップルパイ、パン、クッキー、ジャム、焼きリンゴなどを作る際に使われる。果物を煮るときやピクルスを漬けるときにも使われる。グラニュー糖と混ぜたものはシナモンシュガーとよばれ、トーストやヨーグルト、アイスクリームなどに使われる（図5c）。紅茶、コーヒー、ジュース、カクテルなどの香料にも使われ、またこれらを飲む際にシナモンスティックをスプーンのかわりに使うこともある（図5d）。肉との相性も良く、豚の角煮、鶏の煮込み、ひき肉料理などに利用されることもある。また、カレー粉やソースなどの原料にも使われる。
シナモンは食欲不振や消化不良に対して用いられ、また収斂剤、刺激剤、駆風剤ともされる。第十六改正日本薬局方では、シナニッケイの精油とともに、セイロンニッケイの樹皮から抽出した精油も「ケイヒ油」とされる。漢方などでは、シナニッケイとともに、呼吸器系や胃腸系の疾患に対して用いられる。シナモンドロップやシナモンスティックは、出産時の強壮剤や鎮静剤として使われた。また、シナモンは口臭予防にも使われる。セイロンニッケイの精油については、抗酸化作用や抗菌作用、血糖調節作用なども注目されている。
観葉植物として利用されることがある。
木材が利用されることもあるが、あまり有用ではない。木材の気乾比重0.5–0.7、質は均質であるが強度は弱く、乾燥しやすいが反りやひび割れが出やすい。辺材は明褐色、心材はオリーブ色から黒褐色、芳香と光沢がある。

### 成分
| 精油                           | 樹皮       | 葉         |
| ------------------------------ | ---------- | ---------- |
| シンナムアルデヒド             | 49.9–97.7  | 2.07–16.25 |
| オイゲノール                   | 2.77–16.03 | 74.9–90    |
| β-カリオフィレン               | 3.66       | 1.08–1.9   |
| リナロール                     | 1.38–3.78  | 0.97       |
| シネオール                     | 1.55       | 0.70       |
| ベンズアルデヒド               | 9.94       |            |
| 酢酸シンナミル                 | 7.44–10    |            |
| α-ピネン                       | 1.64–5.76  |            |
| リモネン                       | 4.42       |            |
| ミルセン                       | 1.38       |            |
| ケイ皮酸                       | 1.15       |            |
| δ-カジネン                     | 0.90       |            |
| α-コパエン                     | 0.80       |            |
| α-アモルフェン                 | 0.50       |            |
| p-シメン                       |            | 0.7–21.35  |
| アセチルオイゲノール           |            | 6.07       |
| ビシクロゲルマクレン           |            | 3.60       |
| α-フェランドレン               |            | 1.90       |
| 3-ethoxyhexa-1,5-dienylbenzene |            | 1.14       |
| アロマデンドリン               |            | 1.10       |
| ボルネオール                   |            | 0.92       |

精油含量は、樹皮で0.9–3.0%、葉で1.5–4.7%である。樹皮の精油主成分はシンナムアルデヒドであり（98%に達することもある）、ほかにオイゲノール、リナロール、カリオフィレンなどが多い（表1）。一方、葉における精油主成分はオイゲノールであり、ほかにシンナムアルデヒド、シメン、アセチルオイゲノールなどが多い（表1）。
医療用の利用が研究されており、血圧調整、コレステロール低下、抗炎症作用、胃炎や神経疾患、糖尿病への効果などが報告されている。シナニッケイなどでは、肝毒性や発がん性を示す物質であるクマリンが比較的多く含まれるが、セイロンニッケイでは非常に少ないとされている。ただし精油成分であるシンナムアルデヒドなどはアレルギー反応を起こしやすい物質である。また、多量の摂取は発がん性などを示す可能性もある。

### 栽培・収穫
セイロンニッケイは、種子や挿し木で増やし、4–6カ月後に本植する。スリランカでは、一般に 0.9-1.2 m 間隔で植えられる。2–3年後に剪定して新しい幹を増やし、幹の高さ 2–3 m、直径 1.2-5 cm になると採取可能になり、ふつう35–40年間利用する（図6a）。雨季の間、赤い新葉が緑色になった頃に内樹皮を採取する。収穫時には1–2本を残して幹を刈り取り、樹皮を剥がし、また小枝や葉を集める（図6b）。外樹皮を剥がしてから内樹皮を剥がす場合と、外樹皮・内樹皮をともに剥がす場合がある。後者の場合、葉とともに包んで一晩発酵させてから外樹皮を削り落とす。収穫した内樹皮は巻いてクイル（quill）とし、4–7日間乾燥させる。クイルは直径、厚さ、均一性、色などに基づいて等級分けされる。例えば、直径 6 mm 以下をアルバ、16 mm 以下をコンチネンタル、19 mm 以下をメキシカン、32 mm 以下をハンブルグとよぶ。クイルの作成は技術を要し、時間がかかる作業である（図6b）。潜在的な収量は1,000 kg/ha ほどと考えられているが、木の老化や管理不足により実際には 500 kg/ha ほどである（シナニッケイなどでは 1,000 kg/ha 以上になる）。

### 病虫害
セイロンニッケイの栽培において、エキビョウキン属の Phytophthora cinnamomi（卵菌）は水はけが悪い場所で幹や枝に害を及ぼす。Rosellinia（子嚢菌）、Pyrrhoderma lamaoense、Rigidoporus microporus（担子菌）による根腐れが起こることがある。また、Necator salmonicolor（担子菌）による赤衣病や、Glomerella cingulata（子嚢菌）による炭疽病が問題となることがある。
スリランカやインドでは、Chilasa clytia、Acrocercops、Phyllocnistis chrysophthalma、Sorolopha archimedias（鱗翅目）、Xylosandrus（鞘翅目）、Aceria、Typhlodromus（ダニ目）などによる虫害が知られている。

### 栽培品種
スリランカでは、伝統的にセイロンニッケイを風味などに基づいていくつかのタイプに類別していた。シンハラ語の俗称では、Peni Miris Kurundu（甘くて辛いシナモン）、Thitta Kurundu（苦いシナモン）、Peni Kurundu（甘いシナモン）、Naga Kurundu（ヘビのようなシナモン）、Veli Kurundu（粒状の砂のようなシナモン）、Kahata Kurundu（辛いシナモン）などある。ただし、これらは明確には区別できない。
また、近年ではスリランカの機関（Department of Export Agriculture）で選抜された ‘Sri Wijaya’ と ‘Sri Gemunu’ という2つの栽培品種が提供されている。

### 生産
狭義のシナモン（セイロンニッケイ由来のシナモン）生産量上位国はスリランカ、マダガスカル、セーシェルであるが、スリランカが国際市場の85%以上を占めている（2016年時点）。スリランカでは25万世帯がセイロンニッケイ栽培に関わっており、スリランカの輸出農産物の中でセイロンニッケイは茶に次いで2位、11%に相当し、総輸出収入の1.7%を占める（2019年当時）。主な輸出先はメキシコ、アメリカ合衆国である（2019年当時）。ただし、シナニッケイなどを原料とする香辛料もシナモンとよばれ、世界的な生産量はこちらの方が多い。

### 歴史
セイロンニッケイの利用の歴史は古く、古代エジプトにおいてミイラの保存に使われていた。インド、ギリシャ、旧約聖書などには、紀元前からシナモンについての記述がある。古代ギリシャの歴史家であるヘロドトス（紀元前5世紀）は、大きな鳥が人間には知られていない場所からシナモンの枝を運んで巣を作っており、人間はそこから落ちてきた枝を集めて利用するという話を記している。ローマ皇帝ネロ（紀元1世紀）は、ローマで使われる1年分のシナモンを燃やして皇后を弔ったと伝えられている。
セイロンニッケイの獲得はヨーロッパ諸国の海外進出の1つの目的となり、16世紀にはポルトガルが、17世紀にはオランダがセイロン島を侵略した。オランダはセイロンニッケイのプランテーションを始めたが、18世紀末にはイギリスがセイロン島を占領し、イギリス東インド会社がセイロンニッケイを扱った。